# Arkadi i Borís Strugatski
Els germans Arkadi (rus: Арка́дий; 25 d'agost del 1925 – 12 d'octubre del 1991) i Borís (rus: Бори́с; 14 d'abril del 1933 – 19 de novembre del 2012) Strugatski (rus: Струга́цкий), foren uns escriptors soviètics-russos de ciència-ficció que varen escriure junts unes novel·les.

## Vida i obra
Els germans Strugatski (Бра́тья Струга́цкие, Bràtia Strugàtskie, o simplement Струга́цкие, Strugàtskie) eren fills de pare jueu, Natan (Nota) Zalmànovitx Strugatski, que era un crític d'art, i de mare russo-ortodoxa, Aleksandra Ivànovna Litvintxova, que era mestra. La seva obra va ser influenciada per Ivan Iefrémov. Més tard van passar a desenvolupar el seu propi estil, únic, d'escriptura.
La seva famosa novel·la titulada Piknik na obótxine ha estat traduïda al català com a Stàlker, pícnic a la vora del camí. El 1977 Andrei Tarkovski en va fer un film amb el títol d'Stàlker.
Diverses altres de les seves obres de ficció van ser traduïdes a l'alemany, francès, anglès i italià, però no va rebre la mateixa magnitud d'aclamació per la crítica que l'atorgada pel lectors russos. Els germans Strugatski, però, eren i segueixen sent populars en molts països, incloent Polònia, Hongria, les antigues repúbliques de Iugoslàvia, Bulgària i Alemanya, on la majoria de les seves obres es podien trobar tant a Alemanya Oriental com a l'Occidental. Avui en dia són sens dubte els autors russos més coneguts del gènere de la ciència-ficció, i tenen una bona colla de seguidors.
Els germans Strugatski van ser convidats d'honor a la 45a Convenció mundial de ciència-ficció, celebrada el 1987 a Brighton, Anglaterra.

## Arkadi
Arkadi Natànovitx Strugatski va néixer el 25 agost 1925 a Batumi; La família es va mudar a Leningrad. El gener de 1942 Arkadi i el seu pare van sortir de la ciutat assetjada, però Arkadi fou l'únic supervivent en el seu vagó de tren, i el seu pare va morir en arribar a Vólogda. Arkadi posteriorment va ser reclutat per l'exèrcit soviètic; la primera instrucció la feu a l'escola d'artilleria d'Aktiúbinsk i més tard a l'Institut Militar de Llengües Estrangeres de Moscou, on es va graduar el 1949 com a intèrpret d'anglès i japonès. Va treballar com a professor i intèrpret per a l'exèrcit fins a 1955. A partir de 1955 va començar a treballar com a editor i escriptor. El 1958, va començar a col·laborar amb el seu germà Borís, una col·laboració que va durar fins a la mort d'Arkadi 12 octubre 1991.

## Borís
Nascut el 14 d'abril del 1933, Borís Natànovitx Strugatski romangué a Leningrad amb la seva mare durant el setge de la ciutat durant la Segona Guerra Mundial. Es va graduar de la secundària el 1950 i s'aplicà al departament de física de la Universitat Estatal de Leningrad, però en comptes d'això va estudiar astronomia. Després de graduar-se el 1955, va treballar com a astrònom i enginyer de computació fins al 1966 quan es va convertir en escriptor a temps complet. Era agnòstic. Borís Strugatski va morir a Sant Petersburg el 19 de novembre del 2012.

## Univers Migdia
Diversos dels llibres escrits pels germans Strugatski se situen en el mateix univers, conegut com a Univers Migdia. El nom es deriva del títol d'un dels seus textos, Migdia, segle XXII. Les principals característiques de l'Univers Migdia són: un alt nivell de desenvolupament social, científic i tecnològic, la creativitat de la població en general, i el nivell molt significatiu de maduresa social en comparació amb el món modern. Per exemple, aquest món no coneix l'estimulació monetària (de fet, els diners no existeixen), i cada persona es dedica a una professió que li interessa. La Terra de l'Univers Migdia es regeix per una consell mundial meritocràtic, compost pels principals científics i filòsofs del món. Aquest Univers Migdia ha estat clarament identificat com a "Món del Comunisme" en les seves novel·les, la qual cosa fou molt útil per a la publicació de les seves novel·les en l'URSS on el Partit Comunista decidia si un llibre es podia imprimir, i n'aprovava la seva distribució massiva.
L'Univers va ser descrit pels autors com el món en què els agradaria viure i treballar. Va influènciar almenys una generació de ciutadans soviètics; per exemple, una persona podria esmentar els llibres de Strugatski i estar segur de ser comprès. Al principi, els autors van pensar que l'Univers Migdia es convertiria en realitat «per si mateix», però després es van adonar que l'única manera d'aconseguir-lo és mitjançant la invenció de l'Alta Teoria de l'educació, fent de l'educació de cada persona un fet únic.
Una de les històries importants d'aquests llibres és la forma en què l'avançada civilització humana dirigeix en secret el desenvolupament dels considerats menys avançats, amb agents dels éssers humans, coneguts com a progressors. Alhora, alguns humans sospiten que existeix una raça de viatgers espacials molt avançada anomenada rodamóns que fan «progressar» la humanitat.

## Obres destacades
- A la recerca de la predestinació (Poïsk prednaznatxénia, ili Dvàdtsat sedmaia teorema étiki), 1994-1995 – Borís Strugatski)
- Escolteu, jueus de Sant Petersburg (Jidí góroda Pítera), 1990
- Escarabat al formiguer (Juk v muravéinike), 1980
- Stàlker, pícnic a la vora del camí (Piknik na obótxine), 1977
- Mil milions anys abans de la fi del món (Za mil·liard let do kontsà sveta), 1976
- Ciutat maleïda (Grad obretxonni), 1972
- L'illa habitada (Obitàiemi óstrov), 1971
- La segona invasió marciana (Vtoroie prixéstvie marsian), 1968
- Llegendes de la Troika (Skazka o troike), 1968
- Cargols en un pendent (Ulitka na sklone), 1968
- Efectes depredadors del segle (Khísxnie vesxi veka), 1965
- Dilluns comença el dissabte (Ponedélnik natxinàietsia v subbotu), 1965
- Que difícil és ser Déu (Trudno bit bógom), 1964

## Traduccions al català
- Stàlker, pícnic a la vora del camí (original rus Пикник на обочине, Piknik na obótxine). Traducció a càrrec de Monika Zgustová. Edicions Pleniluni, S.A, octubre del 1986. 2001 Pleniluni Ciència-ficció; 9. ISBN 9788485752218